# Tullianum
Le Tullianum, plus connu sous le nom de prison Mamertine, est une ancienne prison de Rome, située de nos jours sous l’église San Giuseppe dei Falegnami, dans le rione de Campitelli. Le nom Mamertine est dérivé du latin « Mamertinus », faisant référence à Mars, le dieu de la guerre, et à son autel situé à proximité.

## Historique

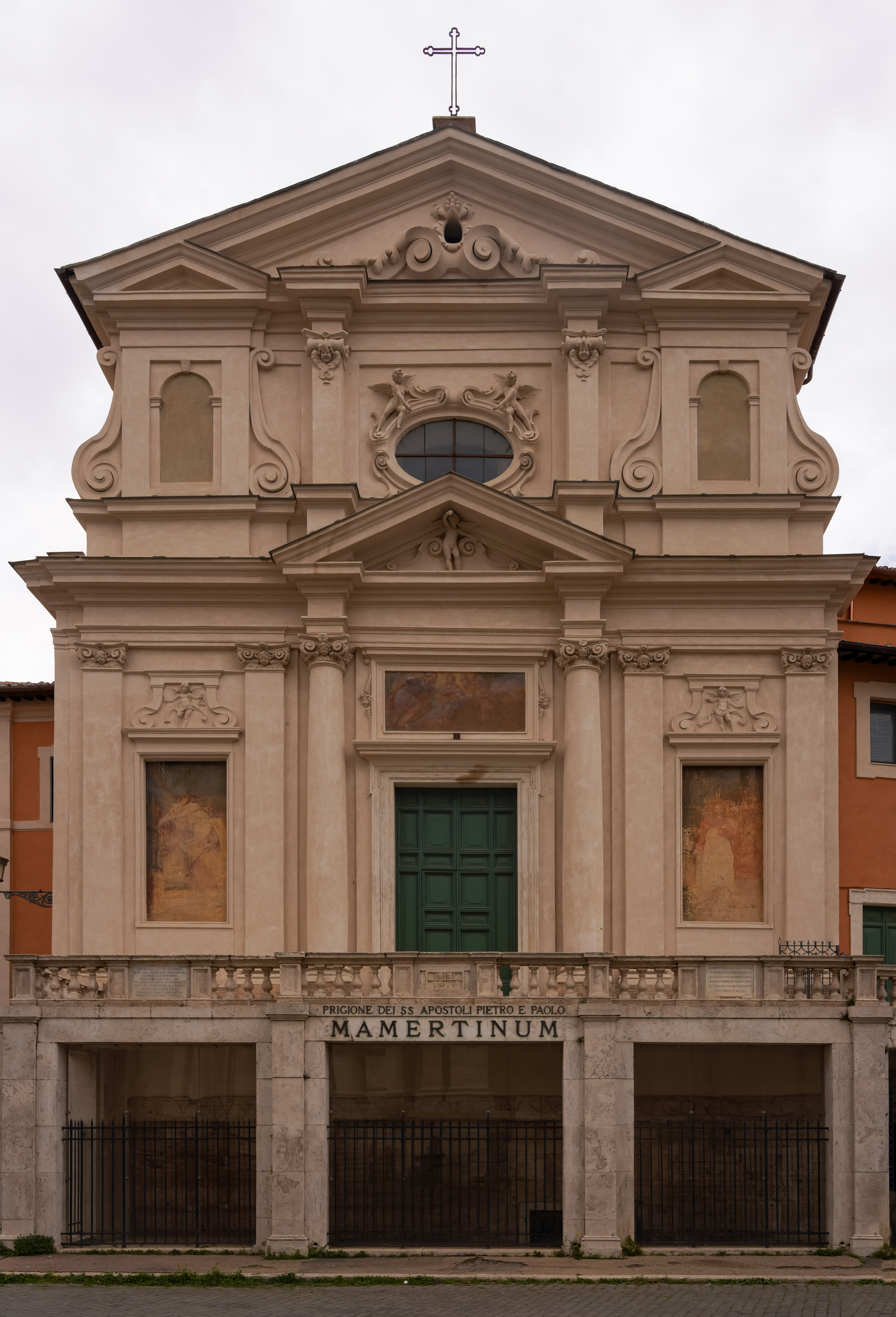
Accès au Tullianum, dit « Mamertinum », sous l'église San Giuseppe dei Falegnami.

Selon la tradition, cette prison de Rome a été creusée au pied du Capitole au VIIe siècle av. J.-C., sous le règne d'Ancus Marcius. Cette prison a été agrandie par Servius Tullius qui lui aurait laissé son nom. Elle fut encore agrandie sous Tibère.
C'était une prison souterraine à deux étages.
Ce lieu  ne servait pas seulement de lieu de détention, mais aussi d'exécution. Jugurtha et Séjan y furent incarcérés. Cicéron y fit exécuter les complices de Catilina. Vercingétorix y séjourna avant sa probable exécution. La plupart des prisonniers ne restaient pas longtemps dans cette prison et étaient exécutés au bout de quelques mois[réf. nécessaire].
Selon la tradition chrétienne, c'est là aussi que furent détenus les apôtres Pierre et Paul. Henryk Sienkiewicz se réfère à cette tradition dans son roman Quo vadis ? (1896). D'après les Actes des Apôtres, l'apôtre Pierre y a été délivré par un ange et a baptisé ses geôliers avec l'eau d'un puits situé à proximité. Un autel leur a été dédié dans le cachot au XIXe siècle. Aujourd'hui, la prison est située sous l’église.

## Traces archéologiques
Rien, ni dans les textes ni dans la disposition des lieux, ne permet de confirmer la grande ancienneté prêtée traditionnellement à cette prison. La salle supérieure, trapézoïdale et voûtée, est datable du IIe siècle av. J.-C. et construite en blocs de tuf.
Un escalier conduit à la salle inférieure faite de blocs de pépérin, circulaire, en forme de coupole tronquée, sans doute par suite de la construction de la basilique Porcia en -184. Le nom de Tullianum n'est pas lié avec certitude à celui de Servius Tullius,.

## Prisonniers connus
- Jugurtha détenu en l'an 104  av. J.-C.

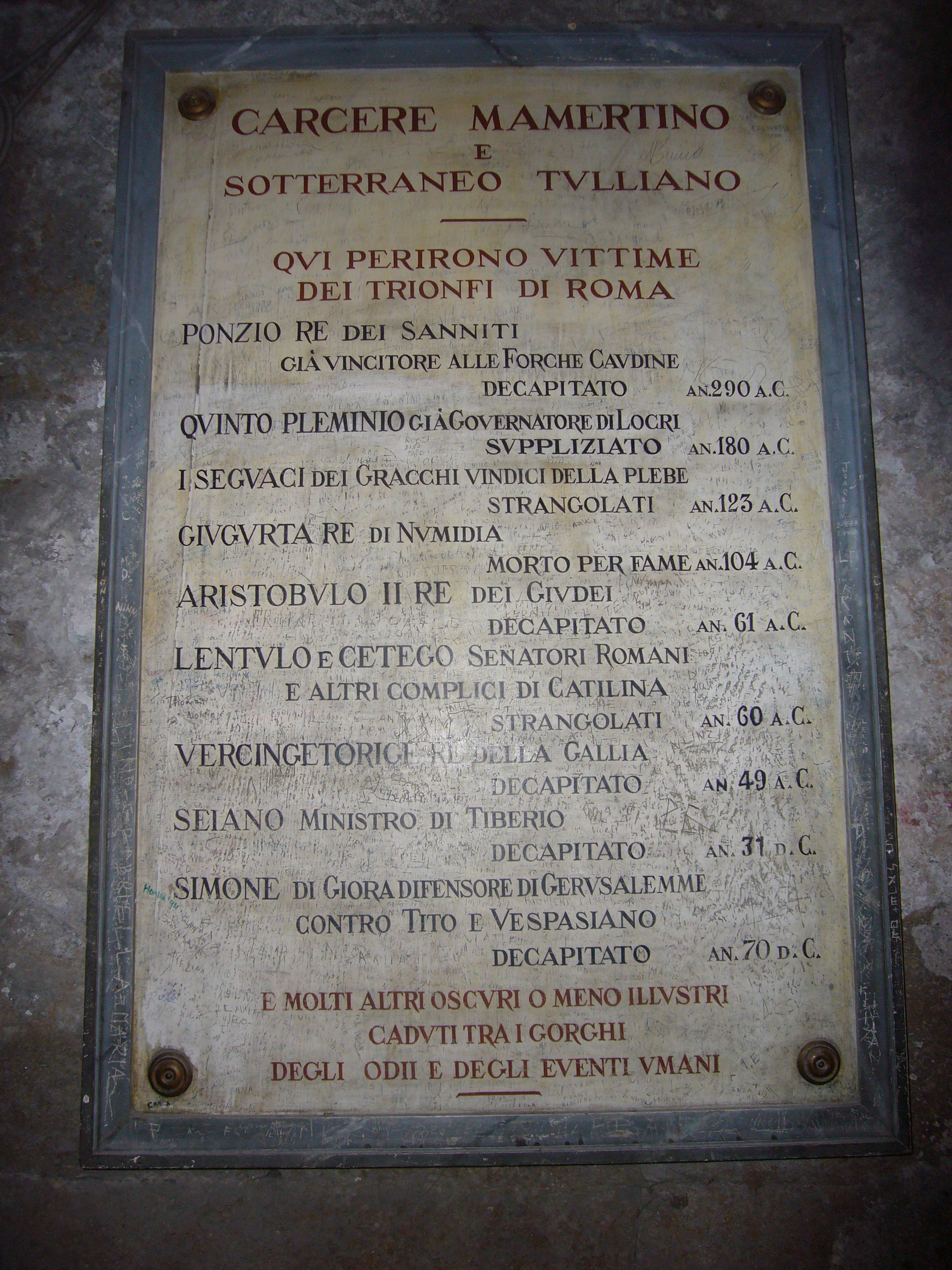
Liste de personnes y ayant été détenues et exécutées.

- Vercingétorix détenu en l'an 49 av. J.-C.

## Galerie

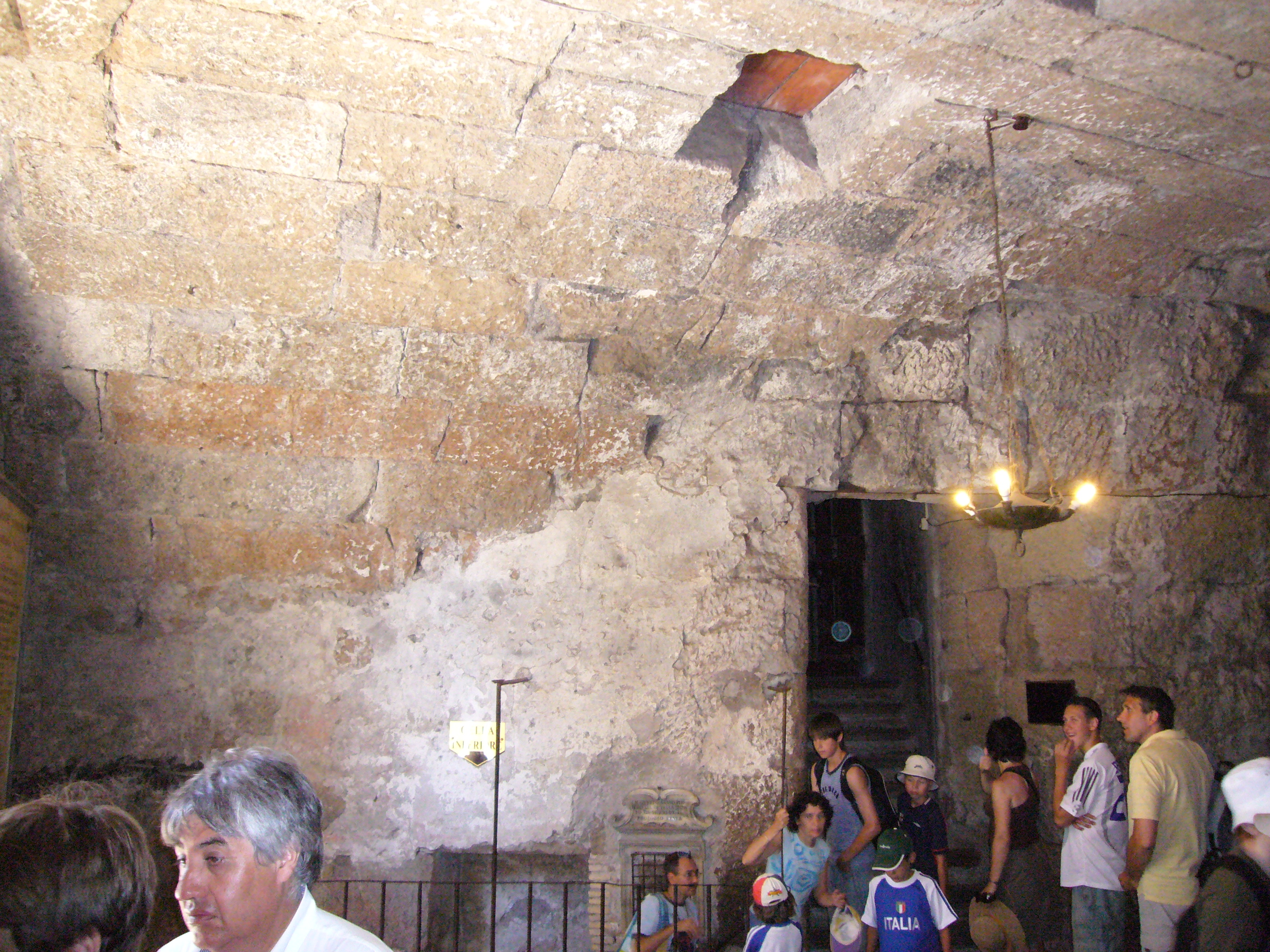
Chambre supérieure, voûtée, avec escalier d'accès à la chambre basse.
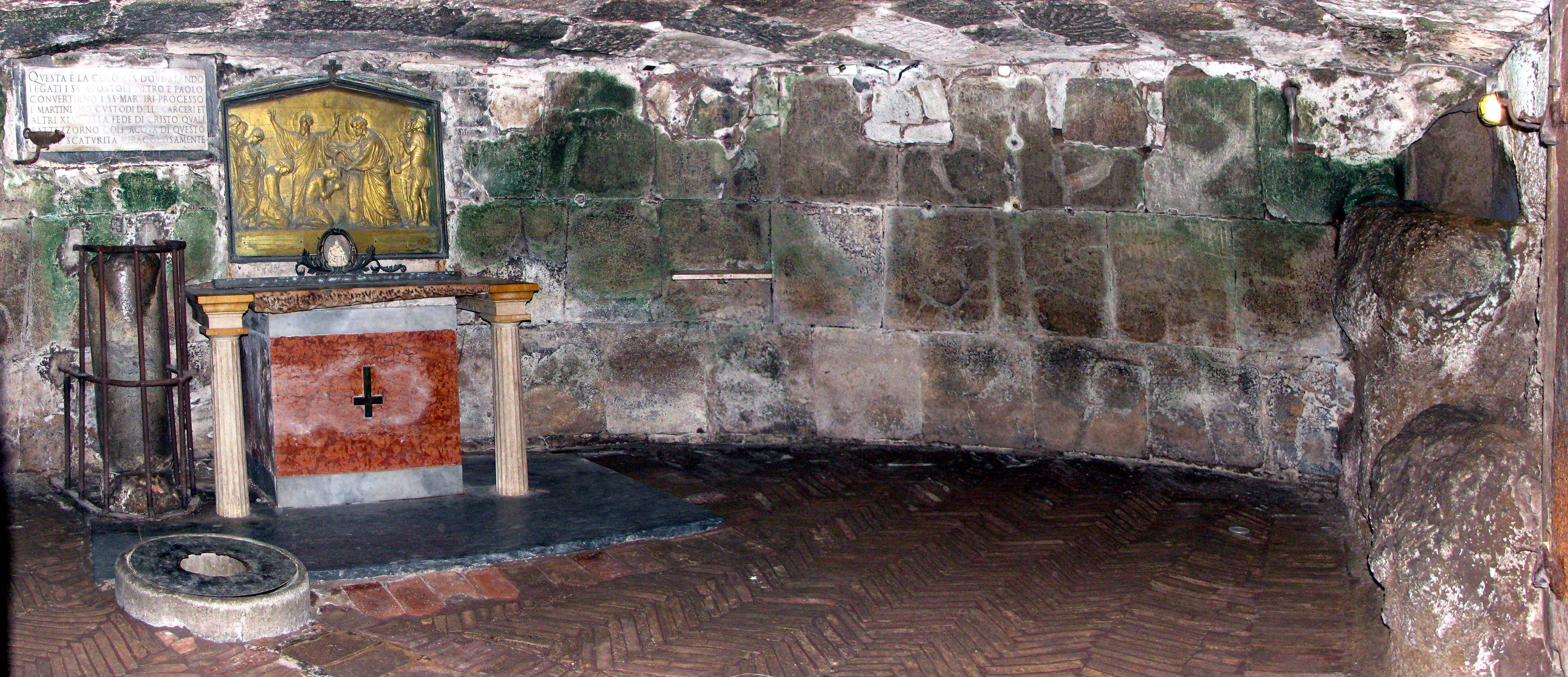
Chambre inférieure, circulaire, lieu de culte catholique.
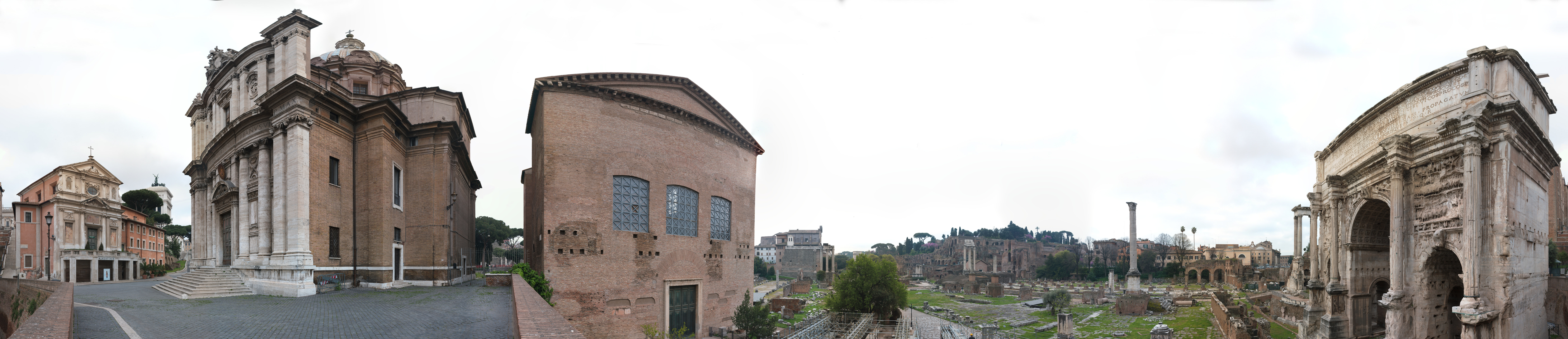
Panoramique : situation du Tullianum, à l'extrême-gauche, au pied du Capitole, devant le forum.